# D'Artagnan
D'Artagnan es un personaje literario creado por Alejandro Dumas y protagonista de las llamadas Novelas de D'Artagnan: Los tres mosqueteros, Veinte años después y El vizconde de Bragelonne (tomos I, II y III), entregas de origen folletinesco que relatan sus aventuras, desde su partida de Gascuña a París para convertirse en mosquetero, hasta su muerte en el asedio de Maastricht.
El personaje tiene su base en la obra Les mémoires de M. d'Artagnan de Gatien de Courtilz de Sandras, la que a su vez se inspiró en la biografía del militar francés Charles de Batz-Castelmore d'Artagnan, que no vivió en la época de Luis XIII y del cardenal Richelieu, sino en la del cardenal Mazarino y de Luis XIV.

## Descripción moral
En Los tres mosqueteros se describe a D'Artagnan como un joven de dieciocho a veinte años, semejante a un «Don Quijote gascón»: cara larga y atezada, pómulos salientes, mandíbula prominente, ojos abiertos e inteligentes y nariz ganchuda, pero finamente diseñado, siendo demasiado grande para ser un adolescente y demasiado pequeño para ser un hombre adulto.

## Biografía
Con dieciocho años de edad y tras despedirse de sus padres, D'Artagnan emprende un viaje desde Gascuña rumbo a París, con el sueño de entrar a formar parte de la compañía de mosqueteros del rey Luis XIII. Antes de su partida, su padre, viejo amigo del Señor de Tréville, capitán del cuerpo de mosqueteros, le da una carta de recomendación para este, junto con un caballo de pelaje amarillo que le trae a D'Artagnan ciertos problemas, entre ellos la pérdida de dicha carta a manos del que a partir de entonces será su gran enemigo: el conde de Rochefort, cuyo nombre ignora, apodándolo como «el hombre de Meung», lugar donde tuvieron su primer altercado.
Tras llegar a París, el joven se entrevista con el Señor de Trèville, que, pese a su desconfianza inicial, reconoce los rasgos gascones de D'Artagnan y su parentesco con su antiguo compañero, D'Artagnan padre. Sin embargo, el joven gascón no puede entrar al cuerpo de mosqueteros como él deseaba, ya que para hacerlo debía cumplir dos años de servicio público, o bien, realizar alguna proeza extraordinaria. No obstante, Trèville le consigue un puesto como cadete en la compañía de guardias del Señor Des Essarts. Terminada inesperadamente la audiencia con el capitán, al reconocer por una ventana al conde de Rochefort e ir en su persecución, D'Artagnan se ve envuelto en problemas y termina por desafiar a duelo a tres de los mejores mosqueteros de Francia: primero con Athos, a quien golpeó casualmente en su hombro herido; luego con Porthos, al descubrir que el tahalí del mosquetero no era totalmente de oro; y finalmente con Aramis, con quien discutió acerca de la pertenencia de un pañuelo bordado con las iniciales de una dama. Llegado el momento de su duelo con Athos, quien llevó a Porthos y a Aramis como padrinos, estos son sorprendidos por los guardias del cardenal Richelieu, quienes, por los edictos de la época que prohíben los duelos, intentan arrestarlos. Pero, D'Artagnan se pone del lado de los mosqueteros y junto con ellos, resisten, se enfrentan a los guardias y los vencen, provocando la admiración del mismo Luis XIII y la ira del cardenal Richelieu. Así, el gascón termina por hacer amistad con los tres mosqueteros, sobre todo con Athos, siendo para él no solo un amigo, sino un confidente y segundo padre.

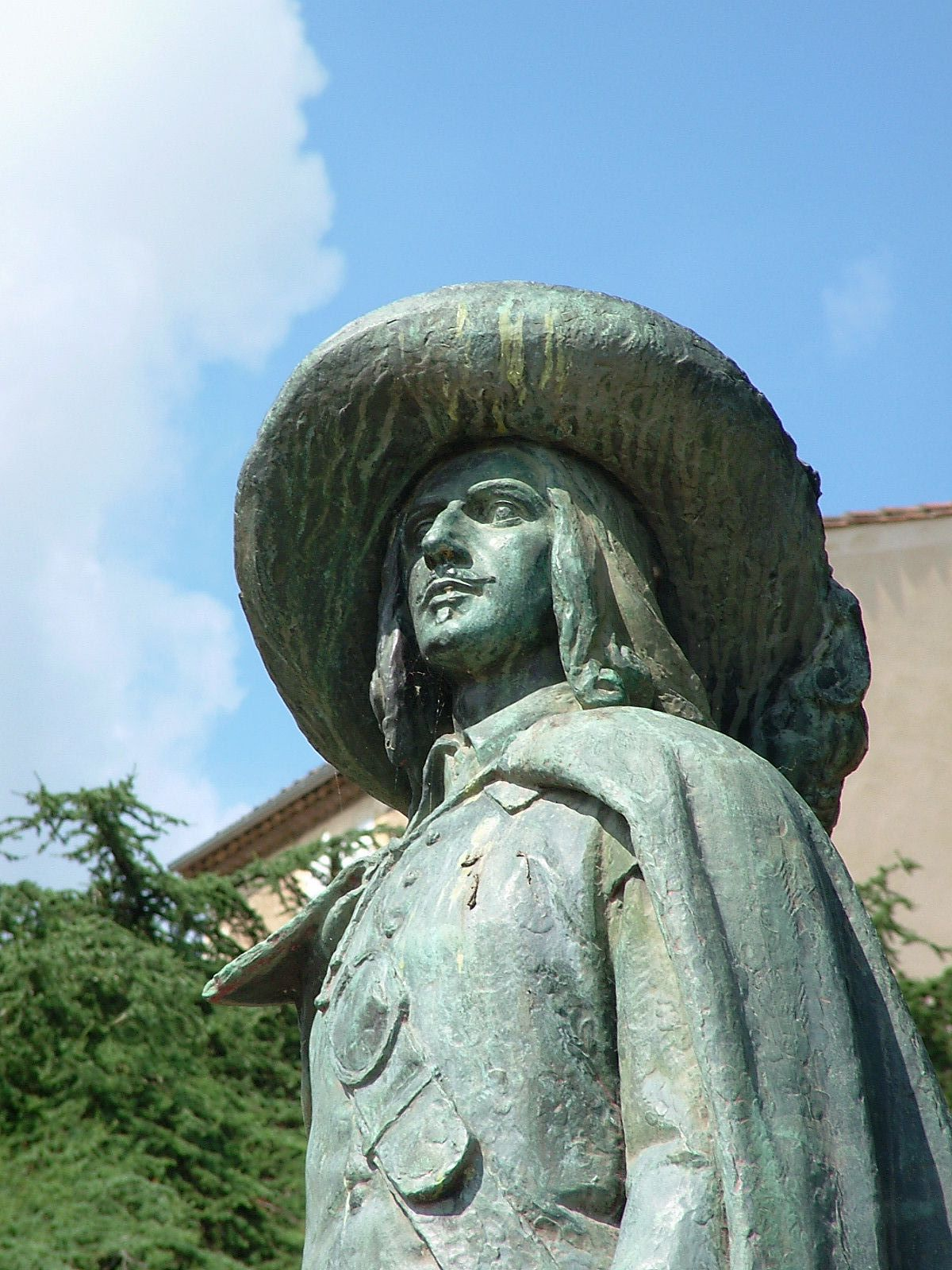
Estatua de D'Artagnan en Aldenhofpark.

Alojándose en la Rue des Fossoyeurs (actual calle Servandoni) y tras tomar como criado a un picardo llamado Planchet, que a lo largo de la novela demuestra ser un compañero astuto y fiel, D'Artagnan conoce a Constance Bonacieux, la joven esposa de su casero y costurera de la reina, de la que se enamorará sin remedio, siendo igualmente correspondido por ella. Ambos se ven ligados en las intrigas de la corte, encubriendo a la reina Ana de Austria y a George Villiers, duque de Buckingham, amenazados por Richelieu, quien hace lo posible por hacerle saber a Luis XIII la infidelidad de la reina con el duque. De esta manera, el gascón inicia con sus camaradas un viaje rumbo a Inglaterra con el objetivo de encontrar al duque de Buckingham, para que le devuelva a la reina un conjunto de herretes de diamantes que ella le obsequió en una cita anterior, en el mismo palacio del Louvre, y que necesita lucir en una fiesta con el rey, a fin de evitar un escándalo tramado por el mismo cardenal. Durante la misión, los tres mosqueteros quedan en el camino y solo D'Artagnan llega al país vecino: contacta al duque, este le entrega los herretes, regresa a Francia y llega a tiempo a la fiesta, salvando así el honor de la reina, que lo recompensa secretamente con un anillo.
Posteriormente, conoce en un duelo a un inglés, Lord de Winter, quien le presenta a su cuñada, Milady de Winter, cuyos encantos hacen olvidar por momentos a D'Artagnan de su amor por Constance. Sin embargo, el gascón descubre que Milady es una mujer marcada con la flor de lis por la justicia francesa, y provoca la furia de ella, quien, a lo largo de la novela, hace lo posible para vengarse del joven. Luego, este parte en campaña con sus amigos al sitio de La Rochelle, donde logra la casaca de mosquetero gracias al cardenal Richelieu, ya que, junto con Athos, Porthos y Aramis, almorzó en un fuerte hugonote capturado el día anterior, donde constantemente eran atacados por el enemigo, al cual repelieron con facilidad, aun cuando ellos eran cinco (contando a Grimaud, criado de Athos) y el enemigo un número superior.
Sin embargo, pese a cumplir su sueño, D'Artagnan, preocupado por Constance, quien había sido raptada antes de la campaña, hace lo posible por tomar conocimiento de su verdadera ubicación, descubriendo que la joven se encuentra refugiada en un convento de Béthune, como medida de protección de la reina. Pidiendo licencia al Señor de Trèville, acude con sus amigos al lugar, sin embargo, la joven había sido envenenada por Milady, quien se adelantó a los mosqueteros, y muere en brazos de D'Artagnan. Así, Athos, quien revela ser el primer marido de Milady, decide hacer justicia contra ella y, con la ayuda de D'Artagnan, Porthos, Aramis, Lord de Winter, la juzgan y ordenan su ejecución a manos de un verdugo de Lille, víctima también de las intrigas de la mujer.
Al final de Los tres mosqueteros, D'Artagnan y sus amigos vuelven al asedio de La Rochelle, donde el joven se encuentra con el conde de Rochefort, quien lo conduce ante el cardenal Richelieu. Este, que ya tenía conocimiento de las aventuras de D'Artagnan por salvar a la reina, amenaza con castigarlo, pero el gascón hábilmente le entrega un salvoconducto firmado por el propio cardenal, quien anteriormente se lo dio a Milady y que ella perdió a manos de Athos. Así, tras reflexionar lo sucedido, el cardenal lo recompensa sorpresivamente con un despacho de teniente de mosqueteros, ganándose el agradecimiento de D'Artagnan, quien además termina por reconciliarse y hacer amistad con Rochefort.
En Veinte años después, con los eventos de la Fronda parlamentaria como contexto histórico, D'Artagnan se encuentra al servicio del cardenal Mazarino, que personalmente no le simpatiza, y de la reina Ana de Austria, regente de Francia durante la minoría de edad de Luis XIV. Mazarino le encomienda al ahora maduro gascón que reúna a sus tres amigos para una serie de misiones secretas: D'Artagnan solo convence a Porthos, deseoso de obtener una baronía, pero no a Athos y a Aramis, quienes son partidarios de la Fronda. Una de las misiones consiste en ir a Inglaterra a negociar con Oliver Cromwell, líder de la oposición puritana contra el rey Carlos I. Allí D'Artagnan y Porthos encuentran a sus otros dos amigos, con quienes, motivados por su sentido de nobleza, terminan aventurándose por salvar al rey británico, quien finalmente es juzgado y ejecutado. El verdugo no es otro que Mordaunt, el hijo de Milady de Winter, que ha jurado venganza contra aquellos que acabaron con su madre, entre ellos, el verdugo de Lille y Lord de Winter, que fueron asesinados por él. Sin embargo, luego de infructuosos intentos de asesinato contra el gascón y sus tres camaradas, Mordaunt es muerto a manos de Athos.

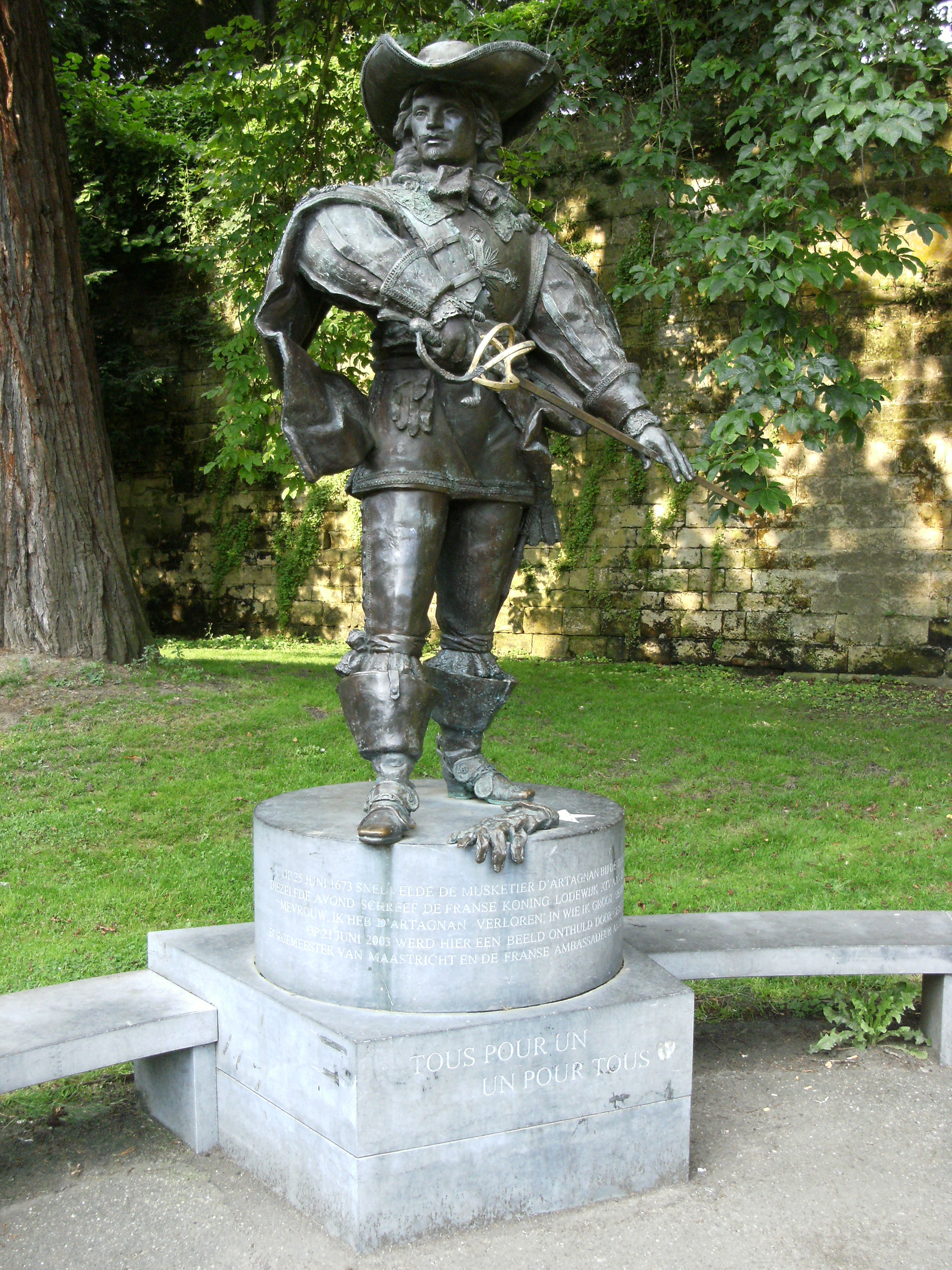
Estatua de D'Artagnan en Maastricht, ciudad donde, tanto el personaje de ficción como el real, perdieron la vida.

De vuelta a Francia, que todavía vive problemas políticos, D'Artagnan, Porthos y Athos son hechos prisioneros; sin embargo, logran escapar, descubren el dinero acumulado por Mazarino y, junto con Aramis, raptan al cardenal. Como rescate logran el término de las hostilidades de la Fronda, con concesiones para todos los implicados: el perdón de Athos y Aramis, el título de barón para Porthos, y el grado de capitán de mosqueteros para D'Artagnan, más una gran cantidad dinero. Además, la reina Ana de Austria recomienda al joven Luis XIV que tenga en cuenta a D'Artagnan como un valiente y fiel servidor. No obstante, el gascón, al final de la novela, luego de repeler un ataque de los pocos frondistas que quedaban, hiere mortalmente a uno de sus líderes: este resultó ser el conde de Rochefort, quien muere en sus brazos.
Y en El vizconde de Bragelonne, D'Artagnan, todavía al servicio del cardenal Mazarino, renuncia a su cargo en los mosqueteros y se propone ayudar en la restauración de la monarquía británica, encontrándose coincidentemente con Athos. Juntos cumplen con éxito la misión que tienen en común: D'Artagnan captura y enciera al general George Monck en una caja, lo envía al hijo de Carlos I y heredero al trono, quien libera a Monck y este, agradecido, lo repone como nuevo rey de Inglaterra, siendo coronado como Carlos II de Inglaterra.
Por otro lado, de vuelta a Francia, Mazarino ha muerto y Luis XIV decide gobernar sin ministro alguno, aunque apoyándose en D'Artagnan, que reasumió su puesto, y en Jean-Baptiste Colbert. Ambos tienen desconfianza entre sí, debido a la simpatía del mosquetero por el poderoso Nicolás Fouquet, superintendente de finanzas del reino, en quien Luis XIV y Colbert observan como una amenaza. No obstante, D'Artagnan, en medio de las intrigas de la corte, se ve cada vez más distanciado de sus antiguos amigos, sintiéndose convertido en un instrumento del rey, con quien discute con frecuencia en la novela. De hecho, al ser testigo de la aparición de Felipe, hermano gemelo de Luis XIV que lo suplantó en el trono gracias a un compot de Aramis, el gascón se ve obligado a hacerlo prisionero y llevarlo, con una máscara de hierro, a la Isla de Santa Margarita por el resto de sus días. Así también, se ve obligado a perseguir y capturar a Fouquet, quien finalmente perdió el favor del rey y cayó en desgracia, siendo este enviado a la prisión de Pignerol. No obstante, y pese a la muerte de sus amigos Porthos y Athos, D'Artagnan termina por ganarse la estimación de Luis XIV.
Cuatro años después de los acontecimientos mencionados, D'Artagnan, ya reconciliado con Colbert, recibe el encuentro del embajador de España: el duque de Alameda. Este no es otro que Aramis, quien perdonado por Luis XIV, ahora le propone una alianza contra los Países Bajos, a lo que el rey acepta. Finalmente, y tras despedirse tristemente de su amigo, D'Artagnan marcha al asedio de Maastricht, con la esperanza de recibir el bastón de mariscal de Francia. Allí, dirigiendo el sitio de la ciudad, lo consigue, pero es herido por una bala y muere en brazos de sus soldados, no sin antes pronunciar sus últimas palabras:

«Athos, Porthos, hasta luego. Aramis, adiós para siempre.»

## Actores de cine y televisión
El rol de D'Artagnan ha sido interpretado por:
- Emile Delhely (1912)
- Orin Johnson (1916)
- Aimé Simon-Girard, en Les Trois Mousquetaires (1921) y en (1933)
- Douglas Fairbanks, en The Three Musketeers (1921) y en La máscara de hierro (1929)
- Max Linder (1922)
- Rittche (1934)
- Walter Abel, en The Three Musketeers (1935)
- Don Ameche, en The Three Musketeers (1939)
- Warren William, en The Man in the Iron Mask (1939)
- Cantinflas, en Los tres mosqueteros (1942)
- Gene Kelly, en Los tres mosqueteros (1948)
- Robert Clarke, (1950)
- Louis Hayward, (1952)
- Cornel Wilde, (1952) y (1979)
- George Marchal (1953)
- Laurence Payne, en The Three Musketeers (serie televisiva) (1954)
- Jacques Dumesnil (1954)
- Germán Valdés "Tin Tán", en Los Tres Mosqueteros y Medio  (1957)
- Jeffrey Stone (1954) y (1958)
- Maximilian Schell, en The Three Musketeers (telefilme) (1960)
- Sydney Booth 1961
- Jean Marais, en Le Masque de fer (película francesa de El Hombre de la Máscara de Hierro) (1962)
- Gérard Barray, en Les Trois Mousquetaires (película francesa) (1963)
- Jean Pierre Cassel (1963)
- Jeremy Brett, en The Three Musketeers (serie televisiva) (1966)
- Senne Rouffaer (1968)
- Kenneth Welsh, en Los tres mosqueteros (telefilme canadiense) (1969)
- Sancho Gracia, en Los Tres Mosqueteros (serie televisiva) (1971)
- Michael York, en Los tres mosqueteros (1973), Los cuatro mosqueteros (1974), El regreso de los mosqueteros (1989), y La mosquetera (miniserie) (2003)
- Louis Jourdan, en The Man in the Iron Mask (TV movie) (1977)
- Mikhail Boyarsky, en d'Artagnan and Three Musketeers (1978) y sus secuelas (1992, 1993, 2009)
- Cornel Wilde, en The Fifth Musketeer (1979)
- Francis Perrin (1979)
- Eduardo Jover/Satomi Majima en la serie de animación D'Artacán y los Tres Mosqueperros (Wanwan Sanjushi) (1981)
- Nikolai Karachentsov, en Dog in Boots (1981)
- Eduardo Jover, en la serie de animación El Retorno de D'Artacán (1991) secuela directa de D'Artacán y los Tres Mosqueperros (Wanwan Sanjushi)
- David Hasselhoff (1992)
- Chris O'Donnell, en Los tres mosqueteros (1993)
- Philippe Noiret, in La fille de d'Artagnan (La hija de D'Artagnan) (1994)
- Dennis Hayden, en The Man in the Iron Mask (1998)
- Gabriel Byrne, en El hombre de la máscara de hierro (1998)
- Justin Chambers, en El mosquetero (2001)
- Hugh Dancy, en Young Blades (2001)
- Florent Pagny (2004)
- Charles Shaughnessy, en Young Blades (serie televisiva) (2005)
- Vicent Elbaz (2005)
- Rafael Gianotti (2006)
- Logan Lerman, en Los tres mosqueteros (2011)
- Luke Pasqualino, en The Musketeers (serie televisiva) (2014-2016)
- Jung Yong Hwa, en Los tres mosqueteros (2014)
- François Civil en Los tres mosqueteros: D'Artagnan y Los tres mosqueteros: Milady (2023)

- Datos: Q12306805
- Multimedia: D'Artagnan / Q12306805